# Николаев, Николай Дмитриевич
Николай Дмитриевич Николаев (1923 — ?) — советийский учёный в области зенитного вооружения и ПВО, доктор военных наук (1985), профессор (1991), заслуженный деятель науки РФ (1997).
Родился 8 декабря 1923 г. в Москве.
Окончил Каспийское высшее военно-морское училище по специальности «Вахтенный офицер» (1946); артиллерийский факультет Высших специальных офицерских классов ВМФ (1949); математико-механический факультет Ленинградского государственного университета (1960).
- 1946—1948 командир зенитного дивизиона на кораблях эскадры Балтийского флота;
- 1949—1985 преподаватель, ст. преподаватель кафедры боевого использования ракетного оружия (БИРО) (1949—1967), начальник кафедры ПВО (1967—1985) Высших офицерских классов ВМФ;
- 1985—1999 старший научный сотрудник (1985—1988), ведущий научный сотрудник (1988—1999) НИИ вооружения ВМФ (войсковой части 31303),
- с 1999 ведущий научный сотрудник ЦНИИ-1 МО РФ.

Специалист в области боевого использования корабельных ЗРК, ЗАК, оценки их эффективности, обоснования основных направлений развития зенитного вооружения и боевых контуров ПВО перспективных кораблей ВМФ, разработки концепции развития современной ПВО сил флота.
Автор свыше 130 научных работ, в том числе учебников:
- Боевое использование корабельной ЗА: Учебник. 1959.
- Боевое применение реактивного оружия НК: Учебник. 1965.
- ПВО корабельных соединений: Учебник. 1986.

Доктор военных наук (1985), профессор (1991), заслуженный деятель науки РФ (01.03.1997). Капитан 1-го ранга.
Основатель кафедры ПВО Высших офицерских классов ВМФ и ее первый начальник (1967—1985).
Член диссертационных советов НИИ вооружения ВМФ, Военно-морской академии им. Н. Г. Кузнецова, ВВМУ им. М. В. Фрунзе.